# Atractylis phaeolepis
Atractylis phaeolepis là một loài thực vật có hoa trong họ Cúc. Loài này được Pomel mô tả khoa học đầu tiên năm 1875.